# Йоахім фон Корцфляйш
Йоахім Отто Август Ахатіус фон Корцфляйш (нім. Joachim Otto August Achatius von Kortzfleisch; 3 січня 1890 — 20 квітня 1945) — німецький воєначальник, генерал піхоти вермахту. Кавалер Лицарського хреста Залізного хреста.

## Біографія
Представник знатного вестфальського роду. Син прусського генерал-майора Густава фон Корцфляйша (1854—1910) і Ельсбет Опперманн (1862—1937). 8 вересня 1907 року вступив в армію. Під час Першої світової війни служив в кулеметному батальйоні. Після демобілізації армії залишений в рейхсвері. З 1 січня 1938 по 14 квітня 1940 року — командир 1-ї піхотної дивізії, з 1 березня 1940 по 1 червня 1942 року — 11-го (з перервою з 6 жовтня по 10 грудня 1941), з 28 червня по 15 серпня 1942 року — 43-го армійського корпусу. З 1 вересня 1943 по 24 січня 1945 року — командувач 3-м військовим округом.
20 липня 1944 року Корцфляйш був викликаний на Бендлерштрассе генералом Фрідріхом Фроммом. Коли він прибув, то здивувався, побачивши, що Фромм більше не командує, а ситуацію контролює Людвіг Бек. Корцфляйш категорично відмовився підкоритися наказам керівників операції «Валькірія», які віддавав генерал Фрідріх Ольбріхт, і продовжував викрикувати «Фюрер не помер!», посилаючись на присягу вірності Гітлеру. Він був заарештований і поміщений під охорону змовниками, яким заявляв, що не бажав брати участь в перевороті, оскільки він був просто солдатом, а зараз просто хоче вирушити додому і виривати бур'яни в своєму саду. Змовники поставили генерала барона Карла фон Тюнгена на посаду, яку займав Корцфляйш, і дозволили йому покинути Бендлерблок. Згодом Корцфляйш допитував майора Ганса-Ульріха фон Ерцена, який був прихильником змови. Пізніше Корцфляйш був вражений, дізнавшись, що офіцером, який намагався вбити Адольфа Гітлера, був його далекий родич Клаус фон Штауффенберг, який був присутній на весіллі з Корцфляйшем в минулому році.
У березні 1945 року Корцфляйш був командиром Рейнського плацдарму в групі армій «B» під командуванням генерал-фельдмаршала Вальтера Моделя. 20 квітня 1945 року Корцфляйш і жменька солдатів намагалися дістатися до Берлебургу, рухаючись в тилу ворога. Патруль 737-го танкового батальйону армії США зіткнувся з ними в Шмалленберзі. Американські солдати оточили озброєного генерала і зажадали, щоб він підійняв руки. Корцфляйш відмовився зробити це і був негайно застрелений одним із солдатів.

## Звання
- Фанен-юнкер (8 вересня 1907)
- Фанен-юнкер-єфрейтор (6 листопада 1907)
- Фанен-юнкер-унтерофіцер (19 грудня 1907)
- Фенріх (18 травня 1908)
- Лейтенант (27 січня 1909)
- Оберлейтенант (24 грудня 1914)
- Гауптман (18 серпня 1916)
- Майор (1 лютого 1928)
- Оберстлейтенант (1 лютого 1932)
- Оберст (1 травня 1934)
- Генерал-майор (1 серпня 1937)
- Генерал-лейтенант (1 червня 1939)
- Генерал піхоти (1 серпня 1940)

## Нагороди
- Залізний хрест 2-го і 1-го класу
- Хрест «За вірну службу» (Шаумбург-Ліппе)
- Хрест «За військові заслуги» (Австро-Угорщина) 3-го класу з військовою відзнакою
- Нагрудний знак «За поранення» в сріблі
- Орден Святого Йоанна (Бранденбург), почесний лицар
- Почесний хрест ветерана війни з мечами
- Медаль «За вислугу років у Вермахті» 4-го, 3-го, 2-го і 1-го класу (25 років)
- Медаль «У пам'ять 22 березня 1939 року»
- Застібка до Залізного хреста 2-го і 1-го класу
- Лицарський хрест Залізного хреста (4 вересня 1940)
- Орден Михая Хороброго 3-го класу (Королівство Румунія; 19 вересня 1941)
- Хрест Воєнних заслуг 2-го і 1-го класу з мечами
- Німецький хрест в сріблі (30 грудня 1943)